# 앨 매슈스
앨 매슈스(영어: Al Matthews, 1942년 11월 21일 ~ 2018년 9월 22일)는 미국의 배우, 가수이다. 풀네임은 알렉산더 배질 매슈스(Alexander Basil Matthews).
뉴욕 브루클린에서 태어났다.

## 출연 작품

### 영화
- 제5원소(1997년) - 튜더 장군 역